# Почётный знак «За заслуги перед городом Екатеринбургом»
Почётный знак «За заслуги перед городом Екатеринбургом» — награда города Екатеринбурга. Учреждён постановлением Главы города Екатеринбурга Аркадия Чернецкого в 1998 году.

## Описание знака
Знак представляет собой позолоченный круг, в центре которого помещено изображение Екатеринбургской городской думы. Сверху изображение венчает надпись «Екатеринбург». Внизу обозначен год основания города — «1723». При помощи позолоченного ушка и звена знак закреплён на прямоугольной колодке зелёного цвета.

## Основания награждения
Почётный Знак «За заслуги перед городом Екатеринбургом» был учреждён в целях поощрения гражданской активности, усилий, направленных на развитие и совершенствование городского хозяйства, благосостояния жителей города, создания в городе комфортных условий проживания и отдыха, стимулирования работы по пропаганде достижений города в области производства, науки, культуры и спорта. Данный вручается в качестве поощрения граждан за заслуги в государственном, хозяйственном и социально-культурном строительстве, большой личный вклад в развитие науки, укрепление законности и правопорядка, высокие спортивные достижения.

## Порядок представления
Представление к награждению знаком «За заслуги перед городом Екатеринбургом» может осуществляться предприятиями, организациями, учреждениями всех форм собственности, общественными объединениями, религиозными конфессиями, работающими на территории города. Для награждения Знаком могут быть представлены как жители города Екатеринбурга и Свердловской области, так и граждане РФ и иностранного государства, внесшие большой вклад в развитие города.

### Официальная информация
- Описание знака на официальном портале «Екатеринбург.рф» Архивная копия от 18 марта 2015 на Wayback Machine
- Полный список награждённых Архивная копия от 21 августа 2014 на Wayback Machine